# Non piango mai/Credimi cara
Non piango mai/Credimi cara è il secondo singolo dei Delfini, pubblicato in Italia nel 1965 dalla CDB.

## Tracce
1. Non piango mai – 3:07 (Renzo Levi Minzi)
2. Credimi cara – 2:16 (Sergio Magri)

Durata totale: 5:23

## Formazione
- Franco Capovilla: chitarra;
- Renzo Levi Minzi: voce, basso;
- Sergio Magri: chitarra, sax;
- Mario Pace: batteria.